# Abrsia misophrioides
Abrsia misophrioides – gatunek widłonoga z rzędu oczlikowców i podrzędu Ergasilida, jedyny z monotypowych rodzaju Abrsia i rodziny Abrsiidae.

## Taksonomia
Gatunek ten opisany został po raz pierwszy w 2008 roku przez Tomislava Karanovica. Jako lokalizację typową wskazano Swansea w australijskiej Nowej Południowej Walii. Karanovic umieścił ów gatunek w monotypowym rodzaju Abrsia. Nazwę rodzajową nadał na cześć programu Australian Biological Resources Study, który sfinansował jego badania. Epitet gatunkowy oznacza po łacinie „podobny do Misophrioida”.

## Morfologia
Znane są wyłącznie samice. Osiągają one od 506 do 519 μm. Mają przysadzistej budowy ciało z silnie rozrośniętym głowotułowiem, dość smukłym pierwszym segmentem tułowia i walcowatą resztą.
Czułki pierwszej pary (antennule) są krótkie i tęgie, nieornamentowane, ku tyłowi sięgające środka długości głowotułowia. Zbudowane są z dwunastu członów mających kolejno: 1, 9, 3, 1, 0, 1, 0, 1, 2, 1, 2 i 7 szczecinek; człony pierwszy i drugi mają częściowo zlane powierzchnie przednie. Czułki drugiej pary (anteny) są smukłe, zbudowane z koksobazy o pojedynczej szczecince i trójczłonowego endopoditu z jedną szczecinką na członie pierwszym, dwiema na drugim i sześcioma na ostatnim. Między pierwszym a drugim członem endopoditu występuje kolankowate zagięcie, a człony drugi i trzeci są częściowo zlane.
Warga górna jest bardzo długa i szeroko zaokrąglona. Żuwaczki mają biodra z dobrze rozwiniętymi gnatobazami z krawędziami tnącymi podzielonymi na trzy regiony, z których wewnętrzny ma trzy silne zęby złożone i pięć długich spinuli, środkowy ma pięć zębów prostych i dwanaście mniejszych spinuli, a zewnętrzny ma dwie krótkie szczecinki. Każda żuwaczka zaopatrzona jest w głaszczek zbudowany z dużej, tak długiej jak szerokiej, wyposażonej w jedną szczecinkę boczną i dwie przedwierzchołkowe allobazy, smukłego, czworokątnego, zaopatrzonego w dwie szczecinki boczne i dwie wierzchołkowe endopoditu oraz smukłego, trójczłonowego egzopoditu z jedną szczecinką na członie pierwszym, jedną na drugim i dwiema na ostatnim. Szczęki pierwszej pary zbudowane są z synkoksytu o dobrze wykształconymi artrycie, bazipoditu, dwuczłonowego endopoditu oraz jednoczłonowego egzopoditu. Tęga druga para szczęk zbudowana jest z przedbiodrza, biodra, bazipoditu i dwuczłonowego endopoditu. Znacznie mniejsze od szczęk szczękonóża budują synkoksyt, bazipodit i drobny, zaopatrzony w trzy szczecinki endopodit.
Tułów (metasoma) zaopatrzony jest w pięć par odnóży pływnych o bardzo długich i silnych szczecinkach. Odnóża pierwszej pary są oddzielone sklerytem interkoksalnym, zbudowane z biodra o pojedynczej szczecince wewnętrznej, bazypoditu o pojedynczej szczecince nasadowej, jednoczłonowego endopoditu i jednoczłonowego egzopoditu. Odnóża drugiej pary są również oddzielone sklerytem interkoksalnym i tak samo zbudowane, ale pozbawione wspomnianych szczecinek. Odnóża trzeciej pary są mniejsze niż drugiej, nieoddzielone sklerytem interkoksalnym, umieszczone bocznie, zbudowane z biodra, bazipoditu i jednoczłonowego egzopoditu. Biodro jest nieuzbrojone, natomiast bazipodit ma pojedynczą, długą, smukłą szczecinkę nasadową zewnętrzną. 2,3 razy dłuższy od bazipoditu egzopodit ma na szczycie trzy struktury dwupierzaste. Odnóża czwartej pary są mniejsze niż trzeciej, nieoddzielone sklerytem interkoksalnym, umieszczone bocznie, zbudowane z koksobazy i jednoczłonowego, tak długiego jak ona, ale dwukrotnie od niej szerszego egzopoditu. Koksobaza uzbrojona jest w kilka długich kolców na krawędzi wewnętrznej i długie, smukłe szczecinki nasadowe na krawędzi zewnętrznej. Odnóża piątej pary są nieoddzielone sklerytem interkoksalnym, osadzone brzuszno-bocznie, pozbawione ornamentacji, zbudowane z koksobazy o długiej, jednopierzastej szczecince nasadowej zewnętrznej, oraz jednoczłonowego egzopoditu ze smukłym kolcem przedwierzchołkowym na krawędzi wewnętrznej i smukłą szczecinką wierzchołkową. Szósta para odnóży wykształcona jest w formie małych płytek, każda z dwoma drobnymi kolcami i zewnętrznie umieszczoną, krótką, gładką szczecinką.
Odwłok (urosoma) samicy ma zbiorniki nasienne formujące z przewodem kopulacyjnym T-kształtną, widoczną od spodu strukturę. Bardzo długie i dość wąskie kanaliki łączą te zbiorniki z parą umieszczonych bocznie i nakrytych odnóżami szóstej pary owiporów. Do owiporów tych uczepione są duże worki jajowe. Segment analny jest w widoku boczny pięciokątny, o wypukłym i bardzo szerokim wieczku analnym, przerywanych szeregach kolców na krawędzi tylnej, parą porów brzusznych oraz parą dużych, grzbietowych narządów zmysłowych. Furka ma stożkowate, 1,8 raza dłuższe niż szerokie widełki rozstawione na odległość większą od ich szerokości. Na ich chetotaksję składa się jedna długa i smukła, w odsiebnej części dwupierzasta szczecinka grzbietowa, nieco silniejszej budowy dwupierzasta szczecinka boczna oraz cztery szczecinki wierzchołkowe, z których najbardziej zewnętrzna jest smukła, dwupierzasta i nieco przesunięta bocznie.

## Rozprzestrzenienie
Gatunek znany tylko z lokalizacji typowej w Australii.